# Chryste Gaines
Chryste Dionne Gaines (Lawton, 14 settembre 1970) è un'ex velocista statunitense, campionessa olimpica e mondiale della staffetta 4×100 metri.
Trovata positiva a un controllo antidoping nel 2003, è stata squalificata per due anni. 

## Palmarès
| Anno | Manifestazione      | Sede          | Evento      | Risultato  | Prestazione | Note                                     |
| ---- | ------------------- | ------------- | ----------- | ---------- | ----------- | ---------------------------------------- |
| 1993 | Universiadi         | Buffalo       | 4×100 m     | Oro        | 43"37       |                                          |
| 1995 | Mondiali indoor     | Barcellona    | 60 m piani  | 7ª         | 7"22        |                                          |
| 1995 | Giochi panamericani | Mar del Plata | 100 m piani | Oro        | 11"05       |                                          |
| 1995 | Giochi panamericani | Mar del Plata | 4×100 m     | Oro        | 43"55       |                                          |
| 1995 | Mondiali            | Göteborg      | 4×100 m     | Oro        | 42"12       |                                          |
| 1996 | Giochi olimpici     | Atlanta       | 4×100 m     | Oro        | 41"95       |                                          |
| 1997 | Mondiali indoor     | Parigi        | 200 m piani | Semifinale | 23"31       |                                          |
| 1997 | Mondiali            | Atene         | 100 m piani | 8ª         | 11"32       |                                          |
| 1997 | Mondiali            | Atene         | 4×100 m     | Oro        | 41"47       | Record dei campionati                    |
| 2000 | Giochi olimpici     | Sydney        | 100 m piani | Semifinale | 11"23       |                                          |
| 2000 | Giochi olimpici     | Sydney        | 4×100 m     | Bronzo     | 42"20       |                                          |
| 2001 | Mondiali indoor     | Lisbona       | 60 m piani  | Bronzo     | 7"12        | Miglior prestazione personale            |
| 2001 | Mondiali            | Edmonton      | 100 m piani | 4ª         | 11"06       |                                          |
| 2003 | Mondiali            | Saint-Denis   | 4×100 m     | Argento    | 41"83       | Miglior prestazione personale stagionale |

## Campionati nazionali
- 2 volte campionessa nazionale dei 100 metri piani (2001, 2002)
- 2 volte campionessa nazionale indoor dei 60 metri piani (2001, 2002)

## Altre competizioni internazionali
1998
- 6ª alla Grand Prix Final ( Mosca), 100 m piani - 11"23

2000
- Argento alla Grand Prix Final ( Doha), 100 m piani - 11"09

2002
- Bronzo alla Grand Prix Final ( Parigi), 100 m piani - 11"09

2003
- Oro alla Grand Prix Final ( Monaco), 100 m piani - 10"86